# Copa Phillips 1955
En el año 1955 se efectuó la edición 25 de los torneos de Copa del fútbol costarricense (con el nombre de Copa Phillips), organizada por la Federación Costarricense de Fútbol. La federación organizó este certamen especial mientras la selección nacional viajó a los VII Juegos
Centroamericanos y del Caribe de fútbol en Honduras.
La compañía holandesa Philips patrocina el torneo y las llaves son series de dos encuentros que se sortean para muertes súbitas entre los diez equipos de la primera división: La Libertad, Herediano, Alajuelense, Cartaginés, Orion FC, Universidad de Costa Rica, Moravia, Uruguay de Coronado, Sociedad Gimnástica Española y Saprissa.
La Universidad de Costa Rica se proclamó monarca del certamen, y los goleadores fueron Arsenio Chavarría y Miguel Espeleta de la Universidad de Costa Rica con seis goles.

## Octavos de final
| 31 de julio de 1955 | Cartaginés | 3:2 | Moravia       | Estadio Fello Meza, Cartago |  |
|                     | Valverde 3 |     | Vargas Castro |                             |  |

| 7 de agosto de 1955 | Moravia     | 2:0 | Cartaginés | Estadio Nacional, San José |  |
|                     | Vargas Lobo |     |            |                            |  |

| 31 de julio de 1955 | Universidad de Costa Rica | 2:1 | Alajuelense | Estadio Nacional, San José |  |
|                     | Espeleta 2                |     |             |                            |  |

| 7 de agosto de 1955 | Alajuelense      | 2:1 | Universidad de Costa Rica | Estadio Alejandro Morera Soto, Alajuela |  |
|                     | Urbina Montanaro |     | Roldán                    |                                         |  |

| 14 de agosto de 19551 | Universidad de Costa Rica | 0:0 (4:3 p.) | Alajuelense | Estadio Nacional, San José |  |

1. Juego de desempate.

| 14 de agosto de 1955 | Herediano | 3:0 | Uruguay de Coronado | Estadio Eladio Rosabal Cordero, Heredia |  |

| 21 de agosto de 1955 | Uruguay de Coronado | 2:3 | Herediano | Estadio Nacional, San José |  |

| 15 de agosto de 1955 | Saprissa | 1:3 | Sociedad Gimnástica Española | Estadio Nacional, San José |  |

| 25 de agosto de 1955 | Sociedad Gimnástica Española | 2:0 | Saprissa | Estadio Nacional, San José |  |
|                      | Calvo Armijo                 |     |          |                            |  |

| 17 de agosto de 1955 | La Libertad | 0:1 | Orión | Estadio Nacional, San José |  |
|                      |             |     | Arias |                            |  |

| 28 de agosto de 1955 | Orión | 2:2 | La Libertad | Estadio Nacional, San José |  |

## Cuartos de final
| 28 de agosto de 1955 | Moravia | 2:4 | Universidad de Costa Rica | Estadio Nacional, San José |  |

| 4 de septiembre de 1955 | Universidad de Costa Rica | 5:1 | Moravia | Estadio Nacional, San José |                           |
|                         | Chavarría 3 Carpio 2      |     | Soto    | Árbitro(s): Danilo Alfaro  | Árbitro(s): Danilo Alfaro |

| 4 de septiembre de 1955 | Sociedad Gimnástica Española | 3:5 | Orión                   | Estadio Nacional, San José  |                             |
|                         | Armijo 2 Muñoz (autogol)     |     | Vega 2 González 2 Arias | Árbitro(s): Roberto Vásquez | Árbitro(s): Roberto Vásquez |

| 4 de septiembre de 1955 | Orión | 1:0 | Sociedad Gimnástica Española | Estadio Nacional, San José   |                              |
|                         | Vega  |     |                              | Árbitro(s): Valentín Andrade | Árbitro(s): Valentín Andrade |

## Semifinales
| 11 de septiembre de 1955 | Universidad de Costa Rica | 3:2 | Herediano        | Estadio Nacional, San José |  |
|                          | Espeleta 2 Chavarría      |     | Montero Esquivel |                            |  |

| 18 de septiembre de 1955 | Herediano          | 4:4 | Universidad de Costa Rica | Estadio Eladio Rosabal Cordero, Heredia |                              |
|                          | Murillo 2 Bejarano |     | Agüero Chavarría 3        | Árbitro(s): Humberto Saborío            | Árbitro(s): Humberto Saborío |

## Final
| 25 de septiembre de 1955 | Orión    | 2:3 | Universidad de Costa Rica | Estadio Nacional, San José  |                             |
|                          | Varela 2 |     | Carpio Chavarría García   | Árbitro(s): Guillermo Umaña | Árbitro(s): Guillermo Umaña |

| Universidad de Costa Rica |
| 1° título                 |

| Predecesor: Copa Reina Del Canadá 1955 | Torneo de Copa de Costa Rica 1955 | Sucesor: Copa Hexagonal Interprovincial 1956 |